# سیارک ۱۳۶۲۴
سیارک ۱۳۶۲۴ (به انگلیسی: 13624 Abeosamu، نامگذاری:1995UO3) سیزده هزار و ششصد و بیست و چهارمین سیارک کشف شده‌است که در ۱۷ اکتبر ۱۹۹۵ کشف شد.
قدر مطلق سیارک برابر ۱۵.۵ است.